# Juin 1827

## Événements
- France : Jean-Baptiste de Villèle rétablit la censure pendant les vacances parlementaires et nomme 76 nouveaux pairs.

- 5 juin : prise d’Athènes par les Ottomans après un siège de neuf mois.

- 24 juin, France : Jean-Baptiste de Villèle doit renoncer à un projet de loi aggravant la censure de la presse (Loi Peyronnet de « Justice et amour »).
  - Chateaubriand, passé dans l’opposition de droite, fonde une « Société des Amis de la Liberté de la presse ». Les opposants bénéficiant de dégrèvement pour se voir évincés des urnes se groupent en associations (« Aide toi, le ciel t'aidera ») et en comités pour recouvrer légalement leurs droits civiques : le nombre des inscrits passe de 67 417 à 82 953 (plus 23 %).

- 30 juin : mise en service de la ligne de chemin de fer Saint-Étienne-Andrézieux, 23 km, concédée à perpétuité à M Louis Antoine Beaunier pour le transport de houille ; cette ligne est la première d'Europe continentale; la traction des wagons était faite par des chevaux[1].

## Naissances
- 13 juin : Henri Arondel, peintre français († 10 avril 1900).
- 16 juin : Élie Reclus (mort en 1904), journaliste et ethnologue français.
- 21 juin : Vincenzo Cabianca, peintre italien († 21 mars 1902).

## Décès
- 4 juin : Lucile Foullon-Vachot, peintre française (° 28 janvier 1772).
- 26 juin : Gabriel Feydel, avocat et homme politique français, député de la sénéchaussée du Quercy aux États généraux (° 9 septembre 1744).